# Johnny Ryan
John F. ("Johnny") Ryan IV (nacido el 30 de noviembre de 1970, en Boston, Massachusetts) es un historietista alternativo estadounidense. Se le conoce por Angry Youth Comix, un comic book publicado por Fantagraphics, y por "Blecky Yuckerella", una tira de prensa creada para el periódico alternativo Portland Mercury que ahora aparece en la página web de Ryan. También es conocido por crear la serie Pig Goat Banana Cricket conjuntamente con Dave Cooper para la cadena Nickelodeon.En una vuelta atrás a los tiempos del comix underground, la obra de Ryan aparenta ser un intento de lograr el mayor escándalo e incorrección política posibles.

## Primeros años
Habiendo crecido en Boston, Ryan estudió Literatura Inglesa en la Universidad de Massachusetts Amherst.

## Carrera
En un principio Ryan autopublicó Angry Youth Comix (Juventud Cabreada), produciendo once mini-comics desde 1994 hasta 1998. En 1998 comenzó a mostrarle su obra a Peter Bagge, creador del cómic Odio, quien le presentó este material a Eric Reynolds de Fantagraphics. En 2001 Fantagraphics comenzó a publicar el volumen 2 de esta serie.
Colaborando con Dave Cooper bajo el pseudónimo de "Hector Mumbly", los cómics de Ryan aparecieron en prácticamente todos los números de Nickelodeon Magazine. Cooper y Ryan también colaboraron en una historia de "Wonder Woman vs. Supergirl" para la antología Bizarro de DC Comics. Ryan colaboró con Peter Bagge tanto en Juventud Cabreada como en el Odio Anual de Bagge, además de hacer el trabajo de lápiz y entintado de dos historias para la serie de Bagge Sudando Tinta para DC. En 2006 publicó como artista invitado en un número especial de cómics de Vice, que incluía colaboraciones de más de treinta autores de cómics contemporáneos de Ryan.
Las ilustraciones de Ryan han aparecido en MAD,LA Weekly, National Geographic Kids, Hustler, The Stranger y otras publicaciones. Ryan también ha realizado trabajos para clientes como tarjetas de felicitación para Nobleworks, Rhino Records o la cadena FOX.
Actualmente se encuentra en la realización de su serie de novelas gráficas hiperviolentas Pudridero (Prison Pit), que ya cuenta con cinco entregas.
Sus cómics han sido traducidos a idiomas como el español y el portugués.
Vive en Los Ángeles con su esposa y su hija.

## Premios
Juventud Cabreada fue nominado a un premio Ignatz como Mejor Mini-cómic en la Small Press Expo. Dese entonces ha sido nominado a múliples premios Harvey y premios Eisner.
Prison Pit ganó un premio a "Mejor Rotulación" en el Stumptown Small Press Festival en Portland, Oregón, en abril de 2011.